# Tôn sùng bộ phận

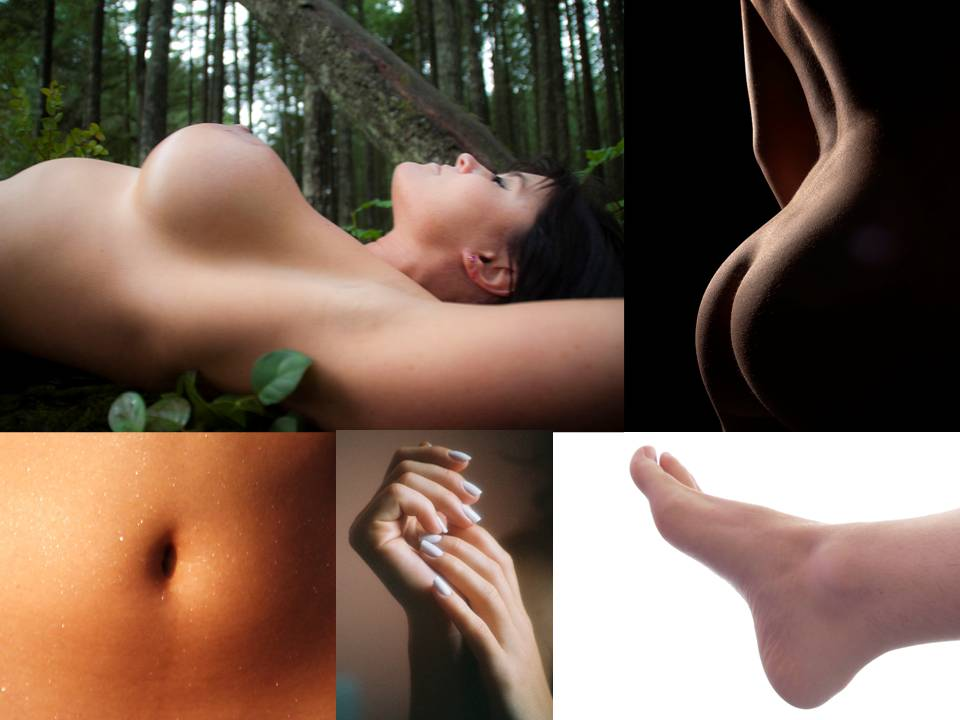
Nách, ngực, mông, rốn, tay, tóc và chân là những phần ưa thích của người theo tôn sùng bộ phận.

Tôn sùng bộ phận (tiếng Anh: partialism) là sở thích ái vật trong đời sống tình dục của con người, với ham muốn chỉ tập trung vào một bộ phận thân thể ngoài bộ phận sinh dục. Tôn sùng bộ phận được phân loại là rối loạn tình dục trong DSM-5 của Hiệp hội Tâm thần học Hoa Kỳ nếu nó gây ra sự đau khổ tâm lý xã hội đáng kể cho người bị mắc phải chứng này hoặc có tác động bất lợi đến các lĩnh vực quan trọng của cuộc sống họ. Trong DSM-IV, nó được coi là một loại lệch lạc tình dục riêng biệt, nhưng đã được DSM-5 sáp nhập vào rối loạn tôn sùng. Những người mắc chứng chủ nghĩa một phần mô tả họ cảm thấy có sức hấp dẫn tình dục tương đương hoặc lớn hơn đối với các bộ phận khác nhau tương tự sức hấp dẫn bộ phận sinh dục.
Tôn sùng bộ phận xảy ra ở những người dị tính luyến ái, song tính luyến ái và đồng tính luyến ái. Tôn sùng bàn chân được coi là một trong những thành phần phổ biến nhất.

## Các loại quan tâm tình dục
Các bộ phận thân thể hấp dẫn ngoài bộ phận sinh dục theo những người tôn sùng bộ phận:
| Tên chính thức | Tên gọi chung             | Nguồn kích thích |
| -------------- | ------------------------- | ---------------- |
| Podophilia     | Tôn sùng chân             | Bàn chân         |
| Oculophilia    | Tôn sùng mắt              | Mắt              |
| Maschalagnia   | Tôn sùng nách             | Nách             |
| Retrophilia    | Tôn sùng lưng             | Lưng             |
| Mazophilia     | Tôn sùng bộ ngực/vú       | Ngực             |
| Pygophilia     | Tôn sùng mông             | Mông             |
| Nasophilia     | Tôn sùng mũi              | Mũi              |
| Trichophilia   | Tôn sùng tóc              | Tóc              |
| Alvinophilia   | Tôn sùng rốn/lỗ rốn       | Rốn              |
| Alvinolagnia   | Tôn sùng bụng/dạ dày      | Bụng             |
| Cheirophilia   | Tôn sùng tay              | Tay              |
| Curophilia     | Tôn sùng chân             | Chân             |
| Orisophilia    | Tôn sùng môi              | Môi              |
| Buccalagnia    | Tôn sùng gò má            | Gò má            |
| Erogonophilia  | Tôn sùng má lúm đồng tiền | Lúm đồng tiền    |